# Photographisches Wochenblatt
Das Photographische Wochenblatt war eine Zeitschrift und Repertorium für Photographie und vervielfältigende Künste sowie officielles Organ des Photographischen Vereins zu Berlin, so die anfänglichen Untertitel.
Das Blatt, dessen Titel eine wöchentliche Erscheinung nahelegt, lässt sich ab der Ausgabe 5 im Jahr 1879 bis zur Nummer 44 aus dem Jahr 1918 nachweisen und wurde dann eingestellt. Es erschien in Berlin im Verlag Benekendorff. An den ersten Ausgaben war auch der Photographische Verein zu Berlin beteiligt. In einer Ausgabe findet sich auch eine Mitglieder-Liste desselben. Mikrofiches sind in der Staatsbibliothek Berlin einsehbar.
Das Photographische Wochenblatt befand sich seit 1900 im Besitz des Chemikers Johannes Gaedicke, der dort zuvor seit 1894 als Redakteur gearbeitet und das „Repertorium“ eingeführt hatte.

## Artikelauswahl
- Rudolf Dührkoop: Ueber die Benutzung gelben Lichtes bei der Entwicklung von Bromsilber-Gelatine-Platten. In: Photographisches Wochenblatt 8, 1882, S. 251–252.